# تسویاتکووتسی
تسویاتکووتسی (به بلغاری: Tsvyatkovtsi) یک منطقهٔ مسکونی در بلغارستان است که در شهرستان گابروو واقع شده‌است.